# Joris Putman
Joris Jacques Kees Putman (Noordwijk, 24 juli 1984) is duurzaam ondernemer en Nederlands acteur.

## Levensloop
Slechts drie maanden oud verhuisde Putman naar Kaya in Burkina Faso, West-Afrika, waar zijn ouders werkzaam waren. Zijn moeder als niet-westers sociologe en zijn vader als documentair filmmaker. Daarna volgde in 1987 Bangkok, Thailand en in 1990 Semarang in Indonesië. In 1993 keerde het gezin definitief terug naar Nederland.
Op zijn 9e speelde Putman een ondersteunende hoofdrol in de Nederlandse film 'Oeroeg' (naar het gelijknamige boek van Hella Haasse) die in Indonesië opgenomen werd onder regie van Hans Hylkema. Terug in Nederland startte hij met de opleiding aan de jeugdtheaterschool Rabarber in Den Haag. Ook volgde hij een workshop bij het Nationaal Toneel.
Van zijn 9e tot zijn 19e speelde Putman in diverse televisieproducties, onder anderen onder Willem van de Sande Bakhuyzen. Ook speelde hij in de door zijn ouders geproduceerde korte videofilm 'Pest' die in 1997 geselecteerd werd voor het Cinekid Filmfestival.
Na zijn eindexamen vwo ging Putman in 2003 voor een acteeropleiding in Engeland naar de London Academy of Performing Arts (LAPA) waar hij de Post Graduate Classical Acting Course volgde. Aan de British Academy of Dramatic Combat behaalde hij 2 basic en 2 specialized diploma's in dramatic combat. Aan het eind van de cursus werd hij benaderd door de productie van de Nederlandse tv-soap 'Goede tijden, slechte tijden' (GTST) met de vraag of hij de rol van Morris Fischer op zich wilde nemen. Deze rol heeft hij tot februari 2007 gespeeld. Op 1 maart 2010 keerde Putman kortstondig terug in Goede Tijden Slechte Tijden.
In 2007 werd Putman winnaar van de kunstschaatsshow Dancing on Ice op RTL 4.
In 2009 richtte Putman zijn mediaproductiebedrijf Green Dream Productions op en produceerde het programma Green Dream District vier seizoenen voor National Geographic Channel (seizoen 1 t/m 3) en Disney XD (seizoen 4). In 2012 en 2013 produceerde en presenteerde hij twee seizoenen van het business to business discussieprogramma Watt Nu? over de energietoekomst van Nederland (uitgezonden op RTL 7 / RTL Z).
Tussen 2014 en 2017 produceerde Putman drie seizoenen van het programma Greentech bij RTL 4, net als Green Dream District een duurzame uitvinderswedstrijd voor kinderen.
In 2016 heeft Putman samen met zijn neef Bart Bouter de stokerij Clusius Craft Distillers opgezet en hiermee de eerste sterkedrank op de markt gebracht die voor 100% is gemaakt van tulpenbollen.

## Televisie

### Televisie als acteur
- Puppy Patrol (2008-2009), als dierenarts Michael
- Roes (2008)
- Sportlets (2007), als Rudy Rude
- Goede tijden, slechte tijden (2004-2007, 2010), als Morris Fischer
- Onderweg naar Morgen (2002, 2009), als Dronken jongen/Ivan
- Oppassen!!! (2001-2002), als Thomas
- Goudkust (2000), als Tijmen Visser
- Blauw Blauw (1998-1999), als Casper
- Spijt (1999), als Niels
- De Rooie Draad, afl. Balak & Bileam (1998), als prins Kobalt
- 12 steden, 13 ongelukken, afl. Bangs (1994), als Boris Bijleveld
- 12 steden, 13 ongelukken, afl. Unlimited (1993), als Eddie

### Televisie als presentator
- Watt Nu? (2012-2013)
- Green Dream District (2009-2012), presentatieduo met Levi van Kempen
- Van Kavel tot Kasteel (2007-2008)

## Film
- Sprookjes (2006)
- Emergency Exit (2001), als Ryan
- Pest (1996), als de Vriend
- Beschermengel (1995), als Alex
- Walhalla (1995), als Jan-Floris Vroegop
- Oeroeg (1993), als Johan te Berge
- Going Home (1993)
- Salam (1992)
- Hallo (1992)

## Theater
- Stagedoor (2004) ...Lou Milhouse / dr. Randall
- As you Like it (2004) ...Dukes Senior & Frederick / Oliver Martext
- The Countrywife (2004) ...Horner
- Les Beaux Stratagem (2004) ...Sullen & Archer
- Ivanov (2004) ...Ivanov
- The Birds (2003) ...Euelpidis
- Ik ben bereikbaar dus ik besta (2001) ...David / Vader
- 6+1 (2000) ...Helderziende, duivel

## Overig
- Clusius Craft Distillers
- GreenTech  RTL 4 (2014-2017)
- Green Dream District National Geographic (2009-2011)
- Green Light District (2007)
- Van Kavel tot Kasteel (september 2007-5 september 2012 )
- Nederland Fietst (mei 2007)
- Dancing on Ice (2007)
- Kids Top 20 (2006)
- De Bus (1998)